# Enmanuel Reyes Pla
Enmanuel Reyes Pla (La Habana, 14 de diciembre de 1992) es un deportista español de origen cubano que compite en boxeo.
Participó en dos Juegos Olímpicos de Verano, obteniendo una medalla de bronce en París 2024, en la categoría de 92 kg, y el quinto lugar en Tokio 2020, en la categoría de 91 kg.
Ganó una medalla de bronce en el Campeonato Mundial de Boxeo Aficionado de 2021 y una medalla de plata en el Campeonato Europeo de Boxeo Aficionado de 2022. En los Juegos Europeos de Cracovia 2023 consiguió una medalla de bronce en la categoría de 92 kg.
Estudió Educación Física en la Universidad de Ciencias de la Educación Física y el Deporte Manuel Fajardo de La Habana. Cuando salió de Cuba, pasó por Bielorrusia, Rusia y Alemania, para establecerse en 2017 en La Coruña (España). En 2020 obtuvo la nacionalidad española.

## Palmarés internacional
| Juegos Olímpicos   | Juegos Olímpicos    | Juegos Olímpicos  | Juegos Olímpicos |
| Año                | Lugar               | Medalla           | Categoría        |
| ------------------ | ------------------- | ----------------- | ---------------- |
| 2024               | París (Francia)     | Medalla de bronce | 92 kg            |
| Campeonato Mundial |                     |                   |                  |
| Año                | Lugar               | Medalla           | Categoría        |
| 2021               | Belgrado (Serbia)   | Medalla de bronce | 92 kg            |
| Juegos Europeos    |                     |                   |                  |
| Año                | Lugar               | Medalla           | Categoría        |
| 2023               | Nowy Targ (Polonia) | Medalla de bronce | 92 kg            |
| Campeonato Europeo |                     |                   |                  |
| Año                | Lugar               | Medalla           | Categoría        |
| 2022               | Ereván (Armenia)    | Medalla de plata  | 92 kg            |